# SFM Junak

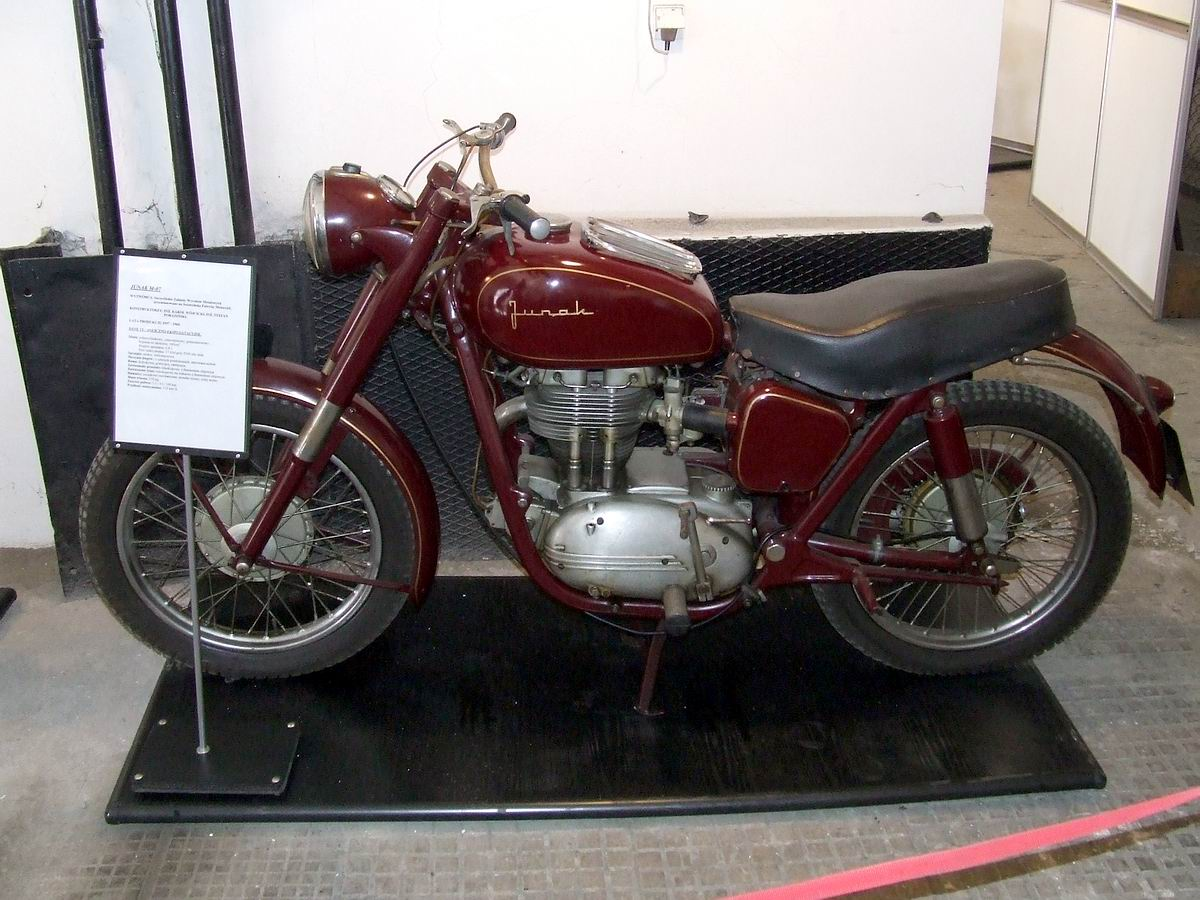
Junak M07 von 1959

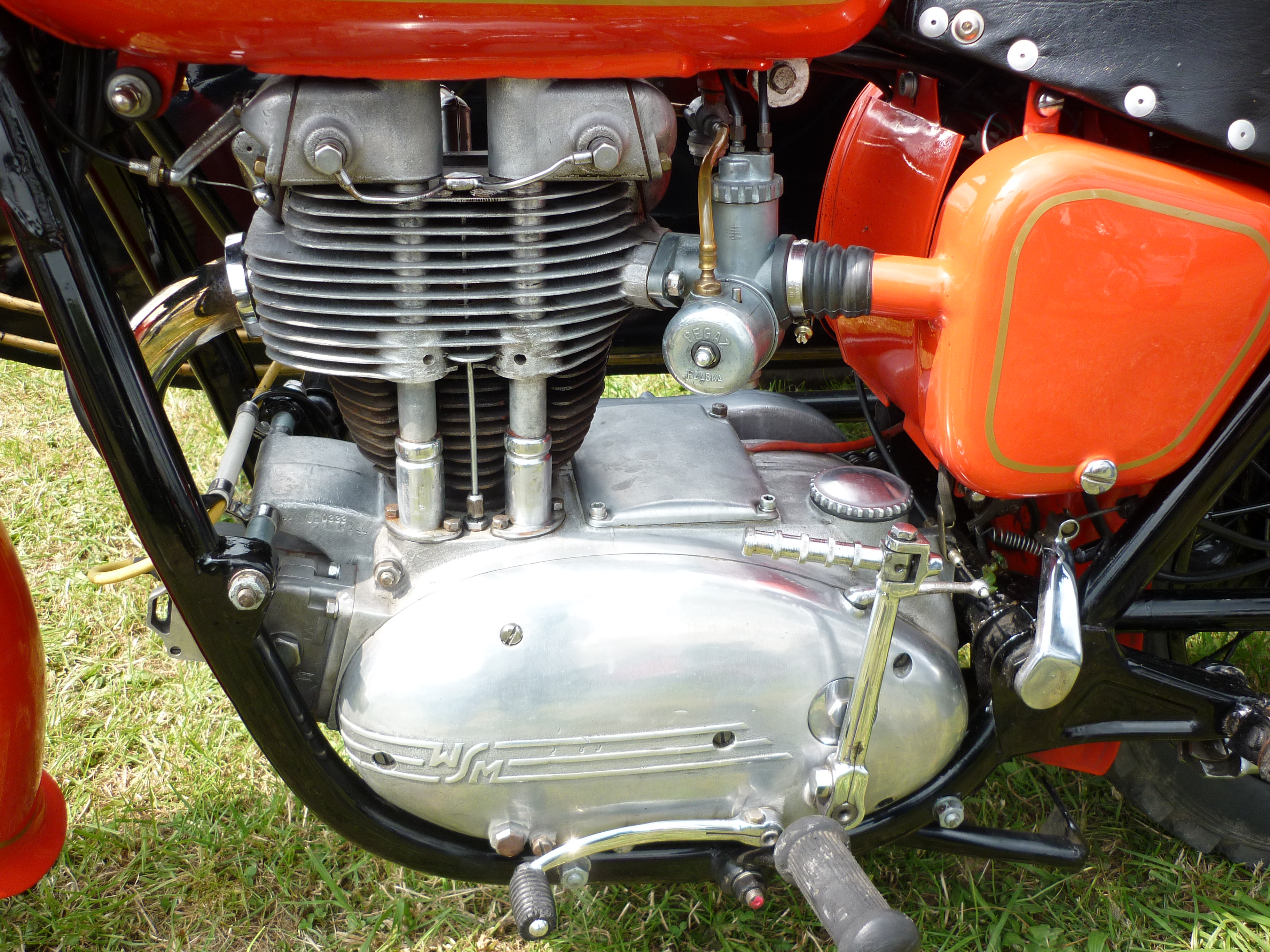
Motor und der Vergaser mit der außergewöhnlichen Schwimmerkammer

Die SFM Junak ist ein Motorrad mit Viertaktmotor, der ursprünglich vom polnischen Hersteller SFM in Stettin produziert wurde.

## Geschichte
Das Motorrad wurde von 1956 bis 1965 in einer Stückzahl von insgesamt 91.400 produziert und unter anderem in die USA, Großbritannien, Italien, Finnland, die Türkei und sogar nach Ägypten, Kuba und in den Iran exportiert. Es gab das Modell M07 (ca. 11.000 Stück) und das Nachfolge-Modell M10 (ca. 58.000 Stück). Vom Modell M07 gab es auch noch eine Rallyeversion M07-R und eine Crossversion M07-C (mit 5 PS mehr Leistung). Die ersten zwischen 1960 und 1961 gebauten M10 (ca. 20.000 Stück) hatten noch einige Merkmale der M07, wie z. B. das Gehäuse vom vorderen Scheinwerfer. Im Polnischen werden diese Modelle auch "przejściówka", also "Übergangsmodelle" genannt. Des Weiteren gab es den Typ B20 (ca. 2500 Stück), welches ein Lastendreirad war. Um auch die Beiwagenkundschaft zu befriedigen, wurden auch passende Beiwagen namens WB1 und W03A (ca. 8500 Stück) produziert.
Die Junaks haben bei einer Vielzahl von internationalen Rennen gewonnen und so ihre Alltagstauglichkeit und Robustheit unter Beweis gestellt. Unter anderem erzielten Fahrer mit einer Junak Gold bei der Internationalen Sechstagefahrt in Garmisch-Partenkirchen 1958, Silber bei der Sechstagefahrt in Bad Aussee (Österreich) 1960, Gold beim Motocrossrennen in Buschberg (Österreich) 1961, dreimal Silber bei der Sechstagefahrt in Llandrindod Wells (Wales) 1961 und Gold bei der Sechstagefahrt in Garmisch-Partenkirchen 1962.
Das Motorrad wurde von der SFM in Stettin (ehemals Stoewer Werke) gebaut, wobei der Motor von ZSM in Łódź gebaut wurde. Dieses Motorrad war eine rein polnische Eigenentwicklung und nicht wie oft behauptet ein Lizenzbau eines englischen Motorrades. Konstruiert wurde das Motorrad zwischen 1951 und 1952 in dem Warschauer Konstruktionsbüro Biuro Konstrukcyjne Przemysłu Motoryzacyjnego (Konstruktionsbüro der Kraftfahrzeugindustrie) unter der Leitung von Jan Ignatowicz. Es übertraf so manche Konstruktion von renommierten weltweit bekannten Motorradherstellern jener Zeit. Dies ist aber nicht verwunderlich, da sich das erfahrene Konstruktionsteam an der herausragenden Konstruktion der polnischen Vorkriegs-Motorräder der Marke Sokół orientierte. Daher stammen auch einige Ähnlichkeiten des Junak-Motors mit den Motoren der Sokół 500 und 600.
Das Motorrad war für damalige polnische Verhältnisse sehr teuer, aber "besser" als die Zweitakt-Konkurrenz aus der Tschechoslowakei und dem eigenen Land. Es war ein sehr beliebtes und zuverlässiges Motorrad, welches bis heute einen Kult-Status genießt. Es wird oft auch als polnische Harley-Davidson bezeichnet, da die Geräuschkulisse der Auspuffanlage dieses Motorrad schon von weitem ankündigt. Letztendlich führte der Einbruch des Motorradmarktes zum endgültigen Produktionsstopp im Jahre 1965.
2005 belebte der polnische Entwickler Mikołaj Sibora den Markennamen wieder. Seitdem werden unter der Fahrzeugmarke Junak wieder verschiedene Motorräder und Motorroller hergestellt und vertrieben.

## Technische Daten Junak M10
Motor:
- Typ: S03; Viertakt-Einzylinder (OHV)
- Hubraum: 349 cm³; Bohrung × Hub: 75 × 79 mm
- Leistung: 14 kW (19 PS) bei 6000/min
- Höchstgeschwindigkeit: 125 km/h
- Getriebe: 4-Gang
- Trocken-Gewicht des Motors inkl. Getriebe: 63 kg

Fahrgestell:
- Rahmen: Stahlrohrrahmen
- Räder: 3,50 × 19"

Elektrische Anlage:
- Lichtmaschine: Gleichstrom-Lima Typ P9a, 6 V, 45 W
- Regler: Typ RG9a, 6 V, 7,5 A
- Zündung: Magnetzündung (baugleich mit AWO 425)

Abmessungen:
- Länge: 2172 mm
- Breite (Lenker): 730 mm
- Höhe: 1020 mm
- Leergewicht: 170 kg
- zulässiges Gesamtgewicht: 382 kg